# Banchus mauricettae
Banchus mauricettae là một loài tò vò trong họ Ichneumonidae.